# Fabian Hinrichs
Fabian Hinrichs (Hamburgo, 1974) é um ator alemão. Ele é mais conhecido por sua atuação como Hans Scholl em Uma Mulher Contra Hitler, que foi indicado ao Oscar de melhor filme internacional.

## Filmografia
| Título                      | Ano  | Papel                  | Nota(s) |
| --------------------------- | ---- | ---------------------- | --- |
| Medo de Matar               | 2003 | Lukas Eiserbek         | |
| Großstadtrevier             | 2004 | Paul                   | (TV; 1 episódio)                                                                                            |
| Blackout                    | 2005 | Tom Schulze            | (curta-metragem)                                                                                            |
| Uma Mulher Contra Hitler    | 2005 | Hans Scholl            | Sophie Scholl – Die letzten Tage New Faces Award de Melhor Ator                                             |
| The Wedding Party           | 2005 | Alexander Halberstadt  | Die Bluthochzeit                                                                                            |
| Neanderthal                 | 2006 | Richard                | Neandertal                                                                                                  |
| Bella Block                 | 2006 | Malte Preis            | (TV; 1 episódio)                                                                                            |
| The Criminalist             | 2006 | Marc Bucholz           | (TV; 1 episódio) Der Kriminalist                                                                            |
| Bloch                       | 2007 | Michael Liebknecht     | (TV; 1 episódio)                                                                                            |
| Sooner or Later             | 2007 | Daniel                 | Früher oder später                                                                                          |
| Der Dicke                   | 2007 | Markus Levian          | (TV; 1 episódio) Der Dicke                                                                                  |
| Use in Hamburg              | 2008 | Olli Blank             | (TV; 1 episódio) Einsatz in Hamburg                                                                         |
| The Best Is Yet to Come     | 2008 | Tom Mailinger          | (Telefilme) Das Beste kommt erst                                                                            |
| Love and Other Hazards      | 2009 | Henning Linker         | (Telefilme) Liebe und andere Gefahren                                                                       |
| Dutschke                    | 2009 | Peter Schneider        | (Telefilme)                                                                                                 |
| Crime Scene                 | 2009 | Dr. Wolf / Thies Nowak | (TV; 2 episódio) Tatort Indicado—German Television Award de Melhor Ator Coadjuvante                         |
| Gravity                     | 2009 | Frederick Feinermann   | Schwerkraft Max Ophüls Film Festival Special Prize de Melhor Ator Indicado—German Film Award de Melhor Ator |
| 66/67: Fairplay Is Over     | 2009 | Florian                | 66/67 – Fairplay war gestern                                                                                |
| My Land                     | 2010 | Sommer                 | (Telefilme) Mein Land                                                                                       |
| Countdown – The Hunt Begins | 2010 | Jürgen Stolz           | (TV; 1 episódio) Countdown – Die Jagd beginnt                                                               |
| Weddingpolka                | 2010 | Jonas                  | Hochzeitspolka                                                                                              |
| Leipzig Homicide            | 2010 | Daniel Jaboweit        | (TV; 1 episódio)                                                                                            |
| The Daredevil               | 2010 | Christoph Weber        | (Telefilme) Die Draufgänger                                                                                 |
| Unterm Radar                | 2015 | Richard König          | (Telefilme)                                                                                                 |